# ラジオドラマ甲子園
ラジオドラマ甲子園（らじおどらまこうしえん）は、東京都江東区にあるレインボータウンFM（88.5MHz）にて、毎週日曜日12：00～12：30に放送しているラジオドラマ番組。全ての製作を、ヨコザワ・プロダクションが行なっている。番組放送開始は2012年4月1日。
シリーズ化している「眉山の風よ!阿波の踊りに吹け!」は、2017年12月からエフエムびざん（79.1MHz）でも放送を開始した。

## 概要
横澤丈二がオリジナルラジオドラマを毎週1話書き下ろし、ヨコザワ・プロダクションの役者が演じ、収録。30分番組で、毎週約15分の短編ラジオドラマと、約15分のトークで構成。ラジオドラマの話数は、第○○話「～～」ではなく、第○○球「～～」となっている。
コンセプトは「声優が高校生のなりたい職業ランキングで常に上位に入る昨今。人が集まり、人が育つラジオ番組を目指し、ラジオドラマを通して『声優になるにはどうすればいいか』という道標を作っていきたい」。

## 放送・配信
- レインボータウンFM（88.5MHz）：毎週日曜日12:00～12:30

- エフエムびざん（79.1MHz）：毎週火曜日21:00～21:30（「眉山の風よ!阿波の踊りに吹け!」のみ）

## パーソナリティ・アシスタント
- 斎藤希美
- 大久保浩
- 三浦徹也
- 富田伊織

番組内容によって、それぞれが週替わりで担当している。

## ゲスト
2014年4月からこれまで、数々のゲストが出演（五十音順・敬称略）。
- 安倍律子
- 泉水いづみ
- イスカンダルびびこ
- 紀藤ひろし
- 黒木じゅん
- 小金沢昇司
- SAPPE
- 関口達男
- せんだみつお
- 西岡德馬
- 西岡優妃
- ビリーバンバン
- 森下和清
- 山口かおる
- 山崎ていじ

## シリーズ作品

### 『眉山の風よ!阿波の踊りに吹け!』
- 「眉山の風よ！阿波の踊りに吹け！」公式ホームページ参照

### 『続・アダルトモード』
- 山口かおる主演のシリーズ作。山口の曲「アダルトモード」にインスパイアされ、横澤丈二が脚本を手掛けた。
- 山口かおる（役名）はアイドルアクトレスという、恋人代行の派遣を行っている会社（親会社は探偵事務所）の一員であり、依頼があれば日本全国津々浦々、即座に飛んでいく。依頼者の様々な問題を解決しながら華麗に仕事をこなす、姐さん的存在。
- 開始当初の「アダルトモード」シリーズは、以前ヨコザワ・プロダクションで製作していた別番組、『ドラマ・シンフォニー』で放送されていた。
- 放送局が変わり新たな節目であることから、タイトルの最初に『続』がつくようになった。

### 『黄昏の風のなかに君がいた』
- 大阪の大学に通う女子大生4人と、東京の探偵事務所で働く恋愛経験値0の中年男性4人の20歳以上も歳の離れたカップルのコミカルな恋愛物語。このシリーズには8人以外にも有限会社黒子という登場人物がいる。物語の進行や、リスナーの気持ちの代弁などを務める役割で、女子大生や中年男性などの出演者と会話をすることはほぼない。カップルが順調な時ほど「リア充爆発しろ！」とよく叫ぶ。